# Gustav Husák
Gustav Husák (Dúbravka, Imperi Austrohongarès, 10 de gener de 1913 - Bratislava, Txecoslovàquia, 18 de novembre de 1991) va ser un polític eslovac, President de Txecoslovàquia i secretari general del Partit Comunista de Txecoslovàquia. El seu mandat es coneix com a normalització, ja que va desfer moltes de les iniciatives liberals del seu predecessor Alexander Dubček, pròpies de la coneguda com a Primavera de Praga. El seu mandat es caracteritzà per l'ortodòxia comunista, la repressió de la dissidència i la subordinació a la Unió Soviètica. Va oposar-se a la Perestroika i va abandonar el càrrec a partir de la Revolució de Vellut que posà fi al règim comunista al país.